# Leokadia Baczyńska
Leokadia Baczyńska (ur. 1906) – polska urzędniczka, „Sprawiedliwa wśród Narodów Świata”.

## Życiorys
W trakcie II wojny światowej mieszkała w Warszawie, sprowadzonej przez niemieckiego okupanta do roli siedziby władz dystryktu warszawskiego. Pomagała swojej przyjaciółce Marii Solarskiej, będącej Żydówką, z którą znała się jeszcze przed wybuchem wojny. Przed niemiecką agresją na Polskę obie panie zatrudnione były w stołecznym Głównym Urzędzie Statystycznym. Gdy Maria i jej rodzina zostali zamknięci w getcie warszawskim, Leokadia dostarczała im żywność i pieniądze. Z czasem podjęła decyzję o pomocy w ucieczce Marii, której rodzina nie przetrwała warunków uwięzienia, z getta i jej ukryciu we własnym mieszkaniu, gdzie przebywała przez blisko dwa lata. Dopiero wybuch Powstania Warszawskiego rozdzielił obie panie, jednak z końcem 1944 r. znów znalazły się razem, w nowym mieszkaniu Leokadii na obrzeżach Miechowa. Tam też doczekały wkroczenia Armii Czerwonej i tym samym końca niemieckiej okupacji.

## Odznaczenia
15 lipca 1981 r. Instytut Jad Waszem uhonorował Leokadię Baczyńską medalem „Sprawiedliwy wśród Narodów Świata”.